# Timoleon (geslacht)
Timoleon is een geslacht van hooiwagens uit de familie Zalmoxioidae.
De wetenschappelijke naam Timoleon is voor het eerst geldig gepubliceerd door Sørensen in 1932. 

## Soorten
Timoleon omvat de volgende 2 soorten:
- Timoleon armatanalis
- Timoleon crassipes